# كلية دار العلوم (جامعة القاهرة)

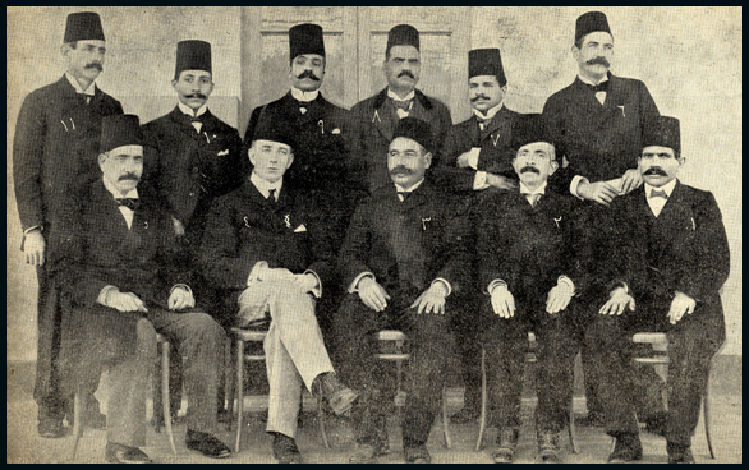
الخطاط محمد جعفر بك جالسا في أقصى اليسار.

كلية دار العلوم، هي إحدى أعرق كليات جامعة القاهرة، أنشأها علي باشا مبارك في 29 أغسطس سنة 1872، لتكون أول المدارس العليا في مصر تحت اسم مدرسة المعلمين، وكانت من قبل تسمى مدرسة دار العلوم.، وقد تطورت دار العلوم إلى أن أصبحت إحدى المدارس العالية، وظلت كذلك إلى أن ضُمَّت لجامعة القاهرة عام 1946م، وأصبحت تسمى كلية دار العلوم محتفظة باِسمها التاريخي.

## تسمية
حيث أنه كلمة علوم التي يضمها اسم الكلية تعني العلوم العربية والإسلامية، ودار العلوم كلية تخرج متخصصين في اللغة العربية والأدب العربي والدراسات الإسلامية، ويستطيع المتخرج في كلية دار العلوم أن يعمل في ميدان تدريس اللغة العربية والعلوم الإسلامية في مراحل التعليم المختلفة (بعد أن يحصل على دبلومة تربوية من إحدى كليات التربية طبقا لقانون التعليم لسنة 2007م وتعديلاته)، كما يمكنه العمل في مجالات أخرى مثل الصحافة والإذاعة المسموعة والمرئية والثقافية وغيرها.

## تاريخ

### النواة الأولى لدار العلوم[7]
بدأت أولى حلقات الدرس في مدرج بالمكتبة الخديوية التي صارت نواة لدار الكتب المصرية، في يوم الخميس 1 من صفر 1288 هـ 6 مايو 1871م، وقد سمي هذا المدرج بـ"دار العلوم".
وكان يقوم بإلقاء تلك الدروس نخبة من كبار العلماء والمعلمين على رأسهم "علي مبارك باشا"، وكانت تلك الدروس تمثل تثقيفًا عامًا، وقد أبيح للناس كافة على اختلاف طبقاتهم وثقافتهم حضور هذه الدروس. ولكن مؤسس هذا المشروع لم يقنع بتلك الوظيفة المحدودة للدار، فبعد مضي نحو شهرين من افتتاح "دار العلوم" للدروس العامة، طلب "علي مبارك باشا" من الشيخ "محمد العباسي" شيخ الأزهر تعيين بعض العلماء للتدريس بالدار، وتم اختيار ثمانية من نجباء طلاب الأزهر، بالإضافة إلى طالبين آخرين لحضور دروس "دار العلوم" العربية والشرعية إلى جانب ما يختارونه من العلوم الأخرى كالفلك والطبيعة، ليتم بعد ذلك اختيار المدرسين منهم، ومن هؤلاء الطلاب العشرة تكونت الفرقة الأولى، وهي نواة مدرسة "دار العلوم".

### مدرسة دار العلوم[8]
وبعد عام من بدء الدراسة في "دار العلوم" سعى "علي مبارك" إلى جعلها مدرسة مستقلة، واستطاع في 24 من جمادى الأولى 1289هـ 29 من أغسطس 1872م، استصدار قرار من الخديوي إسماعيل بفتح مدرسة "دار العلوم" واختير لها خمسون طالبًا، وبموجب هذا القرار تم قبول (32) طالبًا، منهم:
محمد علي المنياوي، وحسين جلال المصري، وعبد العظيم مصطفي، وعبد الواحد وافي، والسيد أيوب العابدي، وعبد الباري وهبة، وكان ناظر المدرسة "حامد نيازي" الذي كان معاونًا بدار الكتب.
وقد استمر عدد الطلبة أقل من (50) طالبًا حتى عام 1300 هـ 1882م وفي عام 1301 هـ 1883م بلغ عدد طلبتها (56) طالبًا.
وكان أول من تخرج فيها الشيخان "محمد عبد الرؤوف"، و" عمر إبراهيم السمالوطي".

### المرحلة الأولى: النشأة[10]
مرت دار العلوم بمراحل كثيرة منذ نشأتها الأولى وحتى الآن، وكانت في الفترة الأولى من عهدها التي امتدت لنحو خمسة عشر عامًا ـ من 1289 هـ 1872م إلى 1304 هـ 1887م ـ ليس لها منهج دراسي مطبوع ولا مدة دراسية محددة، فقد تخرج الطلاب في الأعوام الثلاثة الأولى بعد عام دراسي واحد درسوا خلاله التفسير، والفقه، والعلوم الأدبية، والتاريخ العام، والجغرافيا، والحساب، والهندسة، والكيمياء، والطبيعة، والخطوط العربية.
وفي عام 1292هـ 1875م تم طبع المناهج الدراسية، ووزعت على خمس سنوات دراسية، وكان عدد الطلاب في عام 1293هـ 1876م لا يزيد عن (16) طالبًا، وأصبح عددهم (38) طالبًا في عام 1294 هـ 1877م موزعين على فرقتين دراسيتين.
وفي سنة 1297 هـ 1880م اشترطت نظارة المعارف عقد الامتحان العملي لخريجي "دار العلوم" بالمدارس الابتدائية التمرينية قبل تعيينهم، وأضافت النظارة مادة اللغة الفرنسية إلى مواد الدراسة للفرقتين الثانية والثالثة.
وفي عام 1302هـ 1885م ضُمّت "مدرسة الألسن" إلى "دار العلوم"، وأصبح متاحًا للطلاب تعلم إحدى اللغتين: الفرنسية أو الإنجليزية، وكان الطلاب يتلقون دروس الكيمياء والطبيعة في مدرسة الطب مرة كل أسبوع.

### المرحلة الثانية: الحركة والتغيير[11]
وقد امتدت هذه الفترة لمدة ثماني سنوات ـ من 1304 هـ 1887م إلى 1313هـ1895م ـ وتميزت بالحركة المستمرة، ففي عام 1304 هـ1887م أصدر مجلس النظار قانونًا يحدد العلوم التي تدرس بدار العلوم، وهي:
اللغة العربية (نحو وصرف)، ورسم الحروف (الإملاء) وعلوم الأدب، (بيان ومعاني وبديع)، والعروض والقوافي، والمنطق، والإنشاء، والفقه الحنفي، وتفسير القرآن، والحساب، والهندسة، والجبر، والتاريخ العام، والجغرافيا، والطبيعة، والكيمياء، والتاريخ الطبيعي، وخط الثلث، وخط النسخ، وخط الرقعة، وطرق تعليم الأطفال.
وأباح للطالب اختيار إحدى اللغات الثلاث: التركية، والفرنسية، والإنجليزية، ليتعلمها وفي عام 1305هـ 1888م أضيف إلى المواد التي يدرسها الطلاب: علم الأصول، وعلم الهيئة، وعلم الجيولوجيا (طبقات الأرض)، وأصبح خريجو دار العلوم يعملون في وظائف: القضاء والإفتاء والنيابة بالمحاكم الشرعية، بالإضافة إلى التدريس.
وفي عام 1309هـ 1891م صدر قرار بإنشاء قسم يختص بتخريج معلمين يقومون بتربية وتعليم الأطفال، أطلق عليه "القسم الثاني" من مدرسة "دار العلوم"، على حين ظلت المدرسة الأصلية كما هي، وسميت "القسم الأول"، إلا أن ذلك القسم سرعان ما ألغى في عام 1313هـ 1895م.

### المرحلة الثالثة: الطور التربوي[12]
أمين سامي باشا في وسط هيئة تدريس دار العلوم
وتمتد من سنة 1313 هـ 1895م إلى 1331 هـ 1913م، وفيها قررت النظارة تسمية مدرسة "دار العلوم" باسم " قسم المعلمين العربي"، ووضعت تحت إدارة "أمين سامي باشا"، وتم تعديل توظيف بعض المواد بها لزيادة دروس التربية في جميع سنوات الدراسة، وجعل اللغة الأجنبية إلزامية، وأدخلت الرياضة البدنية بها.
وفي عام 1315 هـ 1897م تم اعتماد قانون مدرسة قسم المعلمين العربي الذي نص على أن مدة الدراسة بها أربع سنوات تسبقها سنة تحضيرية.
وفي عام 1318 هـ 1900م انتقلت المدرسة إلى مقرها الجديد بالمنيرة، وأصبح اسمها "مدرسة المعلمين الناصرية".
وفي سنة 1331 هـ 1913م تقرر جعل السنة التحضيرية هي السنة الأولى من سنوات الدراسة الخمس، كما تقرر التوسع في تدريس قانون الصحة، وعلم النفس للسنتين الدراسيتين الأخيرتين.

### المرحلة الرابعة: النهوض والاتساع[13]
وهي تمتد من سنة 1331 هـ 1913 م إلى سنة 1338 هـ 1920م، وفي هذه المرحلة اتسعت "دار العلوم" اتساعًا لم يسبق له نظير، وزاد عدد طلابها زيادة عظيمة، إلا أن هذه الزيادة واكبها ضعف في مستوى المتخرجين فيها، وكان من نتيجة ذلك إنشاء القسم التجهيزي لدار العلوم.

### المرحلة الخامسة: التقلبات والتحولات[14]
وامتدت هذه الفترة من سنة 1338 هـ 1920م إلى سنة 1349 هـ 1930م، وقد اتسمت هذه المرحلة بكثير من التقلبات والتحولات، فظهرت عدة نظم وعدة أقسام، لكل قسم منهج خاص، وذلك نتيجة لوجود نوعيات مختلفة من الطلاب، فبعض الطلاب قُبلوا بعد النجاح في امتحان الدخول على النظام القديم، وبعضهم حصلوا على شهادة القسم الأول من مدرسة القضاء الشرعي، وبعضهم أتموا الدراسة الثانوية بالمعاهد الدينية، وبعضهم حصلوا على شهادة العالمية من مدرسة القضاء الشرعي، فضلا عن الطلاب الذين درسوا في تجهيزية دار العلوم، بعد حصولهم على شهادة الدراسة الثانوية.

### المرحلة السادسة: الاستقرار على نظام واحد[15]
وتمتد من سنة 1349هـ 1930م إلى 1357 هـ 1938م وفي هذه المرحلة انتهت الدراسة المتشعبة لطوائف الطلاب المختلفة بانتهاء سنة 1349هـ 1930م، ومع بداية سنة 1350 هـ 1931م استقر الحال في "دار العلوم" على نظام واحد هو النظام الخاص بخريجي تجهيزية دار العلوم ومن في مستواهم.

### المرحلة السابعة: تشكيل المجلس الأعلى لدار العلوم[16]
من سنة 1357 هـ 1938 م إلى سنة 1364 هـ 1945م وقد امتازت هذه المرحلة بإنشاء قسم داخلي للطلاب للمرة الأولى في تاريخ "دار العلوم"، وصارت سنوات الدراسة بالدار ست سنوات، كما تم تكوين مجلس أعلى لها، وأصبح ناظر المدرسة يسمى عميدًا.
وبتشكيل المجلس الأعلى لدار العلوم من: وكيل وزارة المعارف (رئيسًا) وبقية المجلس من الأعضاء، ويتم اختيارهم على النحو التالي:
وكيل وزارة المعارف المساعد أو سكرتيرها العام، وأقدم مراقبي التعليم العام بوزارة المعارف، وعميد دار العلوم، وعميد معهد التربية للمعلمين، والمفتش الأول للغة العربية، وأستاذ الأدب العربي بكلية الآداب بالجامعة المصرية، وأحد أساتذة دار العلوم.
ويختص المجلس الأعلى بترشيح أعضاء هيئة التدريس واقتراح ترقيتهم، واقتراح القوانين واللوائح وخطط الدراسة والمناهج الخاصة بالدار، وتوقيع عقوبتي فصل الطلاب نهائيًا أو حرمانهم من دخول الامتحانات.

### المرحلة الثامنة: دار العلوم كلية جامعية[17]
وفي سنة 1364هـ 1945 م أقر المجلس الأعلى لدار العلوم فكرة جعل "دار العلوم" كلية جامعية للتخصص في الدراسات العربية مع احتفاظ الدار بكيانها وطابعها الإسلامي الخاص، واسمها التاريخي، على أن تصبح الدراسة بالكلية لمدة أربع سنوات بدلاً من ست سنوات، فضمت السنتان الخامسة والسادسة من الدار إلى معهد التربية في عام 1364هـ 1945م، وانضمت كلية دار العلوم إلى جامعة فؤاد الأول (جامعة القاهرة فيما بعد).

## معالم التطور في تاريخ الكلية[18]

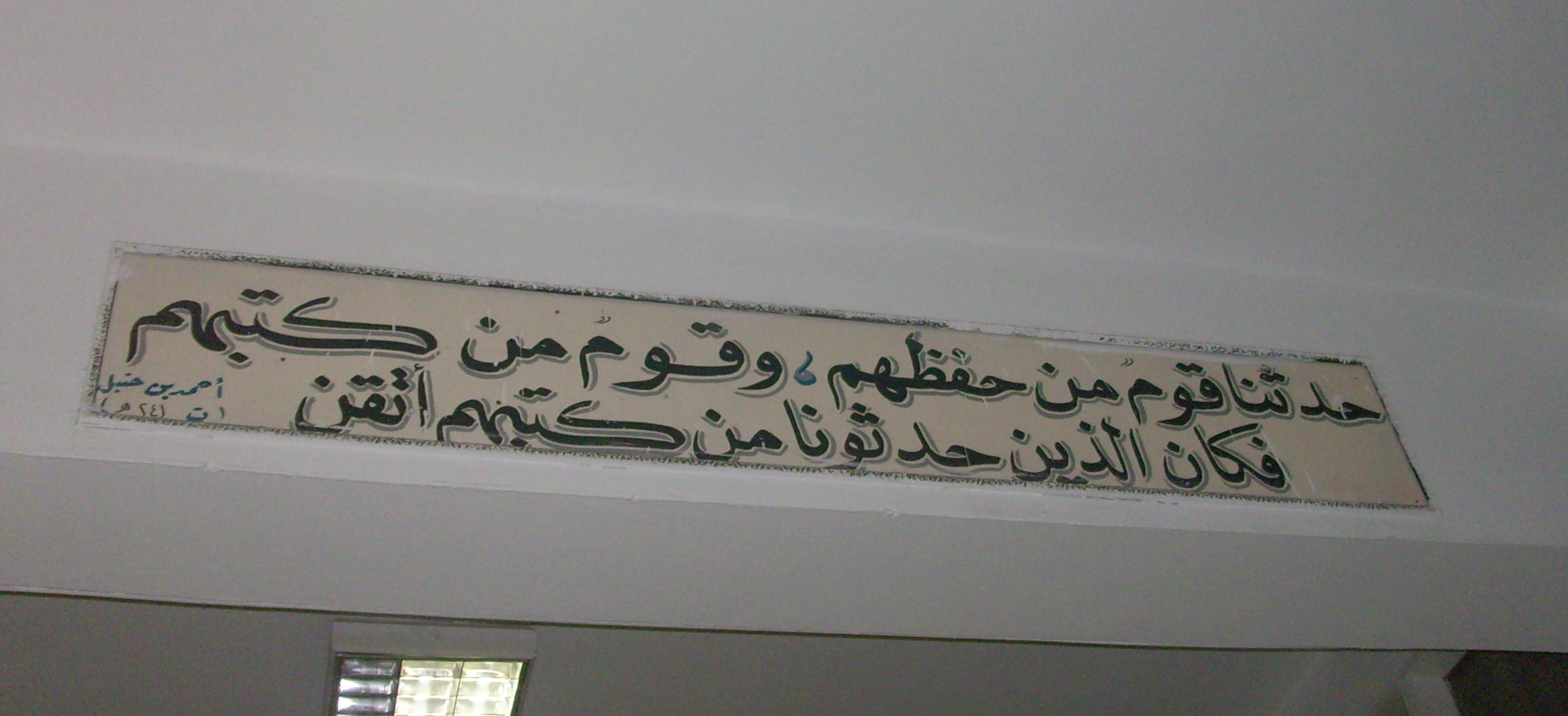
كلية دار العلوم

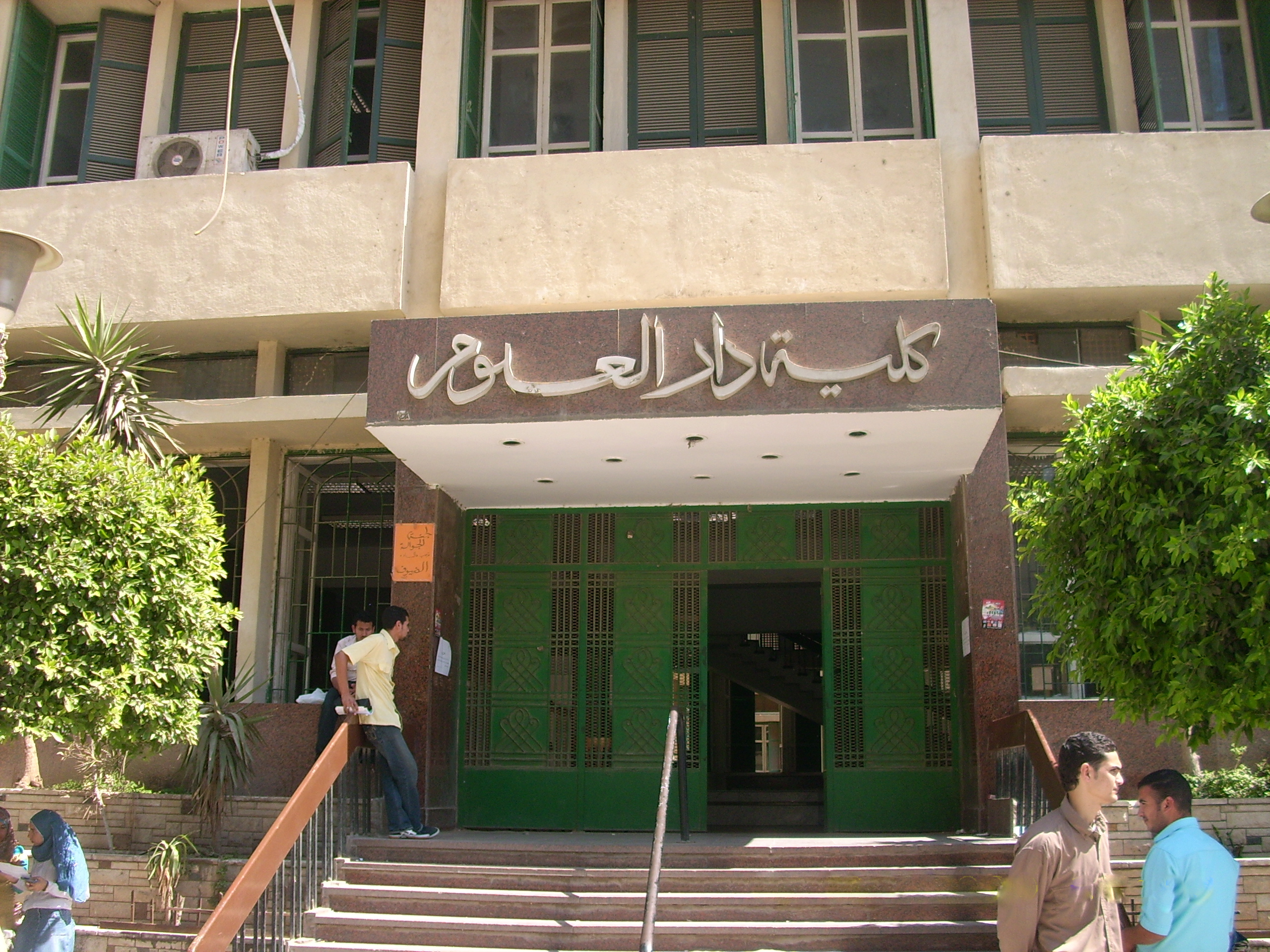
كلية دار العلوم

- عام 1872 بداية دار العلوم على هيئة مدرسة نظامية عدد طلابها اثنان وثلاثون

وكان أول منهج دراسي يشتمل على التفسير والفقه والعلوم الأدبية والتاريخ والجغرافيا والحساب والهندسة والكيمياء والطبيعة والخط.
- عام 1885 ضمت مدرسة الألسن إلى دار العلوم.
- عام 1895 تم زيادة عدد الطلاب إلى مائة طالب نظراَ لشدة الحاجة إلى خريجيها.
- عام 1919 تم إنشاء قسم تجهيزي خاص بالمدارس يؤهل الطالب للالتحاق بدار العلوم وحدها.
- عام 1944 تم إدخال علوم التربية في منهج الدراسة بالسنة الثالثة.
- عام 1946 صدر قانون ضم دار العلوم إلى جامعة فؤاد الأول، وتحويلها إلى كلية جامعية.
- عام 1952 تم قبول الطالبات بالكلية.
- عام 1980 انتقلت كلية دار العلوم إلى حرم جامعة القاهرة في مبناها الحالي بالجامعة.
- عام 1993 بلغ عدد طلاب كلية دار العلوم ما يقرب من عشرة آلاف طالب وطالبة.
- في العام الجامعي 2006 - 2007 قبلت الكلية أول دفعة من طلاب الانتساب الموجه.
- في العام الجامعي 2007 - 2008 بدء تطبيق نظام التعليم المفتوح بالكلية، وتخرجت أول دفعة عام 2011.
- في العام الجامعي 2010 - 2011 تم إلغاء الانتساب الموجه.
- في العام الجامعى 2013 - 2014 تم قبول طلاب الانتساب الموجه مره أخرى
- في العام الجامعي 2025 -2026 تم تطبيق لائحة جديدة بتغييرات كبيرة منها تطبيق نظام الساعات المعتمدة واستحداث مقررات جديدة في الليسانس

## أقسام الكلية
- قسم النحو والصرف والعَرُّوض.[19]
- قسم الدراسات الأدبية.[20]

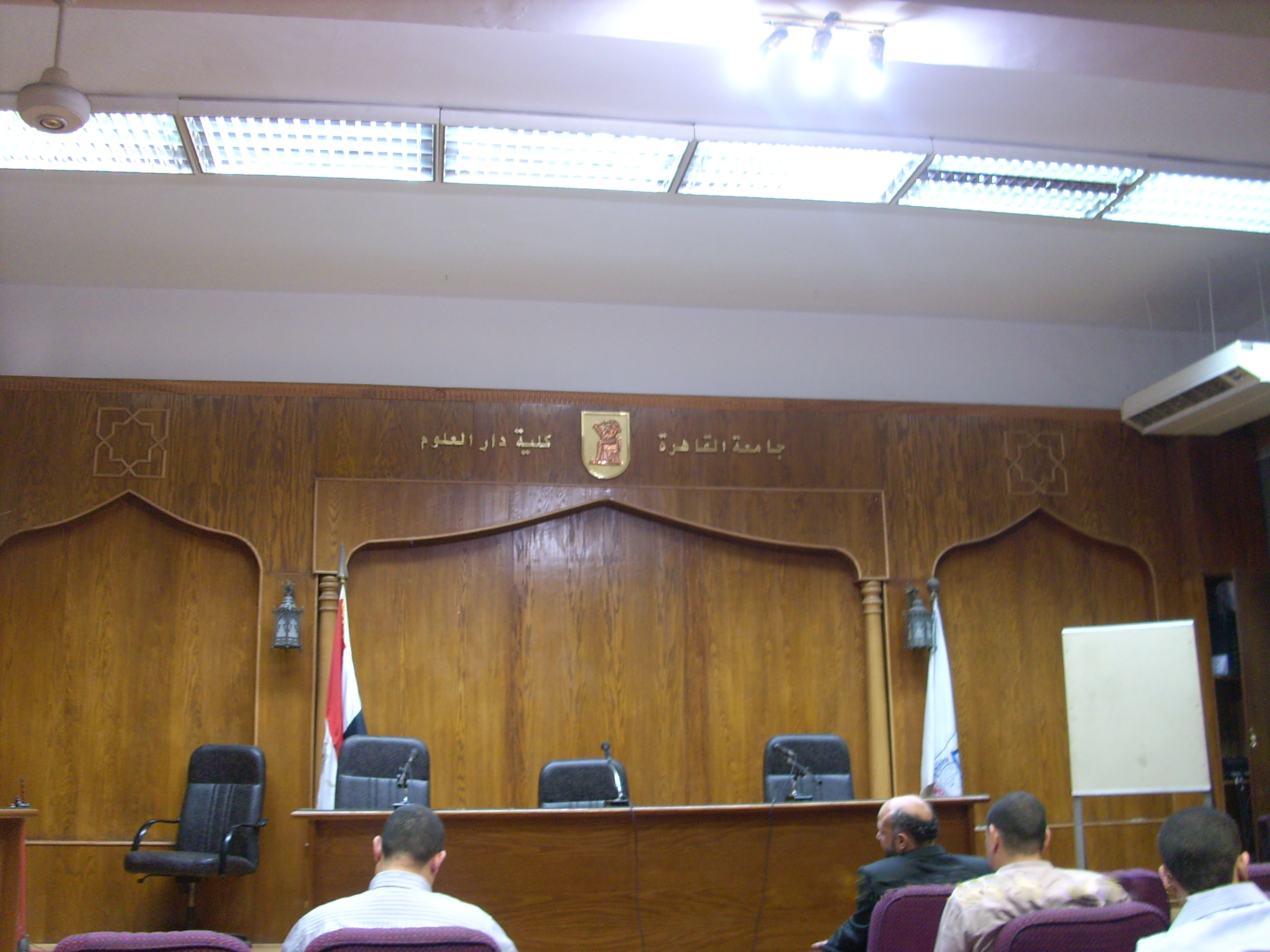
إحدى قاعات الكلية.

- قسم البلاغة والنقد الأدبي والأدب المقارن.
- قسم علم اللغة والدراسات السَامِيَّة والشرقية.
- قسم الشريعة الإسلامية.
- قسم الفلسفة (العقيدة) الإسلامية.
- قسم التاريخ الإسلامي والحضارة الإسلامية.

## أعلام

### الوزراء
1. أ. سعد اللبان "وزير المعارف" يناير 1952.
2. أ.د. إبراهيم مدكور "وزير الأشغال" 1952.
3. أ.د. أحمد هيكل "وزير الثقافة" سبتمبر 1985.

### السياسيون
- حسن البنا.
- سيد قطب.
- حسين أحمد أبو عجوة.

### نواب رئيس الجامعة
- أ.د. إبراهيم أحمد العدوي "نائب رئيس الجامعة لشئون التعليم والطلاب".
- أ.د. أحمد هيكل "نائب رئيس الجامعة لفرع الفيوم".
- أ.د. حامد طاهر "نائب رئيس الجامعة لشئون التعليم والطلاب".

### عُمداء دارِ العُلوم[21]
| الأسم            | سنة التعين |
| ---------------- | ---------- |
| علي باشا مبارك   | 1871       |
| حامد نيازي أفندى | 1874       |
| محمود فوزي       | 1876       |
| علي فهمي رفاعة   | 1878       |
| حامد نيازي       | 1879       |
| عبد الرازق عنايت | 1879       |

- علي شعبان 1882م
- أحمد نظيم 1887م
- إبراهيم مصطفى 1890م
- أمين سامي 1895م
- عبد الرحيم أحمد 1911م
- محمد شريف سليم 1916م
- علي حسني المصري 1919م
- علي عمر 1920م
- محمد السيد 1923م
- أحمد برادة 1927م
- أحمد عاصم 1932م
- محمد صادق جوهري 1936م
- محمد قاسم 1937م
- أحمد ضيف 1939م
- علي الجارم 1940م
- محمد الحسيني 1940م
- أحمد عاصم 1940م
- محمد نجيب حتاته 1942م
- زكي محمد المهندس 1945م
- إبراهيم مصطفى 1946م
- عبد الحميد حسن 1947م
- إبراهيم مصطفى 1947–1949م
- إبراهيم سلامة 1949م
- إبراهيم اللبان 1951م
- إبراهيم أنيس أحمد 1955م
- علي الجندي 1957م
- محمود محمد قاسم 1962م
- تمام حسان 1972م
- كمال محمد بشر 1973م
- إبراهيم العدوي 1975م
- عبد الله درويش 1977م
- أحمد هيكل 1980م
- أمين علي السيد 1984م
- محمد بلتاجي حسن 1986م
- حامد طاهر 1995م
- علي أبو المكارم 1999م
- أحمد محمد عبد العزيز كشك 2001م
- محمد عبد المجيد الطويل 2007م
- محمد صالح توفيق 2009م
- علاء محمد رأفت السيد 2015م
- عبد الراضي محمد عبد المحسن 2017م
- أحمد محمد بلبولة 2022م

### من شعراء الكلية
- الشاعر الإسلامي خالد محمد سليم
- سعد مصلوح
- الشاعر هاشم الرفاعي
- حفني ناصف
- علي الجارم
- علي الجندي
- محمود حسن إسماعيل
- محمود غنيم
- العوضي الوكيل
- طاهر أبو فاشا
- فاروق شوشة
- عبده بدوي
- أحمد مخيمر
- أحمد بخيت
- حامد طاهر
- محمد حماسة عبد اللطيف
- أحمد درويش
- الحساني حسن عبد الله
- عبد اللطيف عبد الحليم "أبو همام"
- شعبان صلاح
- محمد عبد المطلب
- صالح الشاعر
- أحمد بلبولة
- مصطفى حسين

### من كُتَّاب القصة والرواية والمسرحية
- أ. محمد عبد الحليم عبد الله
- أ.د. أنس داود
- أ. أبو المعاطي أبو النجا
- أ.د. محمد حسن عبد الله
- أ.د. على أبو المكارم
- أ. محمود عوض عبد العال
- أ.د. حسن أحمد البنداري
- د. الطاهر أحمد مكي
- د. عبد الرحمن إبراهيم السيد
- أ. أبوالخير يس أحمد أبوالخير
- أ. وجدان عبد الرازق عبد الوهاب

### الحاصلون على جوائز مصرية وعربية
- عبد السلام محمد هارون: جائزة الدولة التقديرية وجائزة الملك فيصل.
- سعد مصلوح جائزة المسابقة الادبية لمجمع اللغة العربية وجائزة الشيخ زايد للكتاب في فرع الترجمة.
- أحمد الحوفي: جائزة الدولة التقديرية.
- أحمد هيكل: جائزة الدولة التقديرية.
- كمال محمد بشر: جائزة الدولة التقديرية وجائزة صدام.
- الطاهر مكي: جائزة الدولة التقديرية.
- علي عبد الواحد وافي: جائزة الدولة التقديرية.
- فاروق شوشة: جائزة الدولة التقديرية.
- بدوي طبانة: جائزة الدولة التقديرية.
- صلاح فضل: جائزة الدولة التقديرية.
- عبده بدوي: جائزة الدولة التشجيعية وجائزة يماني في الشعر.
- محمد بلتاجي حسن: جائزة الدولة التشجيعية.
- عبد اللطيف عبد الحليم (أبو همام): جائزة الدولة التشجيعية في الترجمة + جائزة يمانى في الشعر + البابطين في الشعر + ابن تركي في ترجمـة الشعر.
- د. أحمد درويش: جائزة يماني في النقد وجائزة البابطين في النقد.
- د. محمد أبو الأنوار جائزة الملك فيصل.
- د. مصطفى حلمى جائزة الملك فيصل.
- د. محمد فتوح أحمد جائزة البابطين في النقد.
- د. أحمد مختار جائزة التقدم العلمي (الكويت) + جائزة صدام.
- د. سعد دعبيس جائزة يماني في الشعر.
- الحساني عبد الله جائزة الدولة التشجيعية في الشعر.
- أ. العوضي الوكيل جائزة الدولة التشجيعية في الشعر.
- أ. محمد عبد الغني حسن جائزة الدولة التشجيعية في الشعر.
- أ. محمود حسن إسماعيل جائزة الدولة التشجيعية في الشعر.
- أ. سعيد العريان جائزة الدولة التشجيعية في الشعر.
- د. محمد كمال مهدي	جائزة الدولة التشجيعية في اللغة.
- أ. سمير فراج جائزة الدولة التشجيعية في الشعر.
- أ. الحساني عبد الله جائزة الدولة التشجيعية في الشعر.
- د. عادل محمد عوض	جائزة الدولة التشجيعية في الآداب وجائزة المجلس الأعلى للثقافة عامي 1994، 1996
- أ. مصطفى حجازي / جائزة الدولة التشجيعية في تحقيق التراث 1990.
- العلامة المحقق الدكتور عبد العظيم الديب
- د. هيام عباس الحومي جائزة جنوب أفريقيا لأحسن مائة كتاب في المائة عام الماضية. عن كتاب:مغامرات نسمة.
- د. شريف حتيتة الصافي جائزة الدولة التشجيعية في الآداب فرع الدراسات الأدبية واللغوية 2022.

## أعضاء مجمع اللغة العربية من أبناء دار العلوم

### أولاً: من الراحلين
- د. أبو القاسم سعد الله
- د. محمد مهدى علام
- د. إبراهيم مدكور
- أ. عبد السلام هارون
- أ. على الجندي
- أ. عطية الصوالحى
- أ. عباس حسن
- أ. علي عبد الواحد وافي
- أ. محمد خلف الله أحمد
- أ. محمد عبد الغني حسن
- أ. زكى المهندس
- د. إبراهيم أنيس
- أ. إبراهيم عبد المجيد
- أ. إبراهيم مصطفى
- أ. أحمد الإسكندرى
- أ. أحمد إبراهيم
- أ. أحمد العوامرى
- أ. أحمد عقبان
- د. أحمد محمد الحوفى
- أ. حامد عبد القادر
- أ. عبد الحميد حسن
- د. عبد الرازق محيى الدين
- أ. علي الجارم
- أ. علي الجندي
- أ. علي السباعى
- عبد الرحمن السيد
- عبد الكريم العزباوى
- أ. إبراهيم الترزي
- عبد السميع محمد أحمد
- بدوي طبانة
- علي الحديدي
- أحمد مختار عمر
- أ.د. محمد بلتاجي حسن
- أ.د أحمد عبد المقصود هيكل
- أ.د عبد الواحد علام
- أ.د سلوى ناظم الدبوسي
- الشاعر الإسلامي خالد محمد سليم.
- الطاهر أحمد مكي.
- كمال محمد بشر.
- فاروق شوشة.
- أ.د. محمد حماسة عبد اللطيف.
- أحمد علم الدين الجندي.
- أد. عبد الحميد إبراهيم شيحة
- أ.د.محمد فتوح أحمد

### ثانيًا: من الأحياء
1. أمين السيد.
2. أ. مصطفى حجازي.
3. حسن عبد اللطيف الشافعي.
4. أ.د. محمد حسن عبد العزيز.
5. أ.د. عبد الحميد مدكور.
6. أ.د. صلاح فضل.

## وصلات خارجية
- الموقع الرسمي